# Dirce (nome)
Dirce  è un nome proprio di persona italiano femminile.

## Varianti
- Femminili: Dircea[1][2]
- Maschili: Dirceo[1][2]

## Origine e diffusione

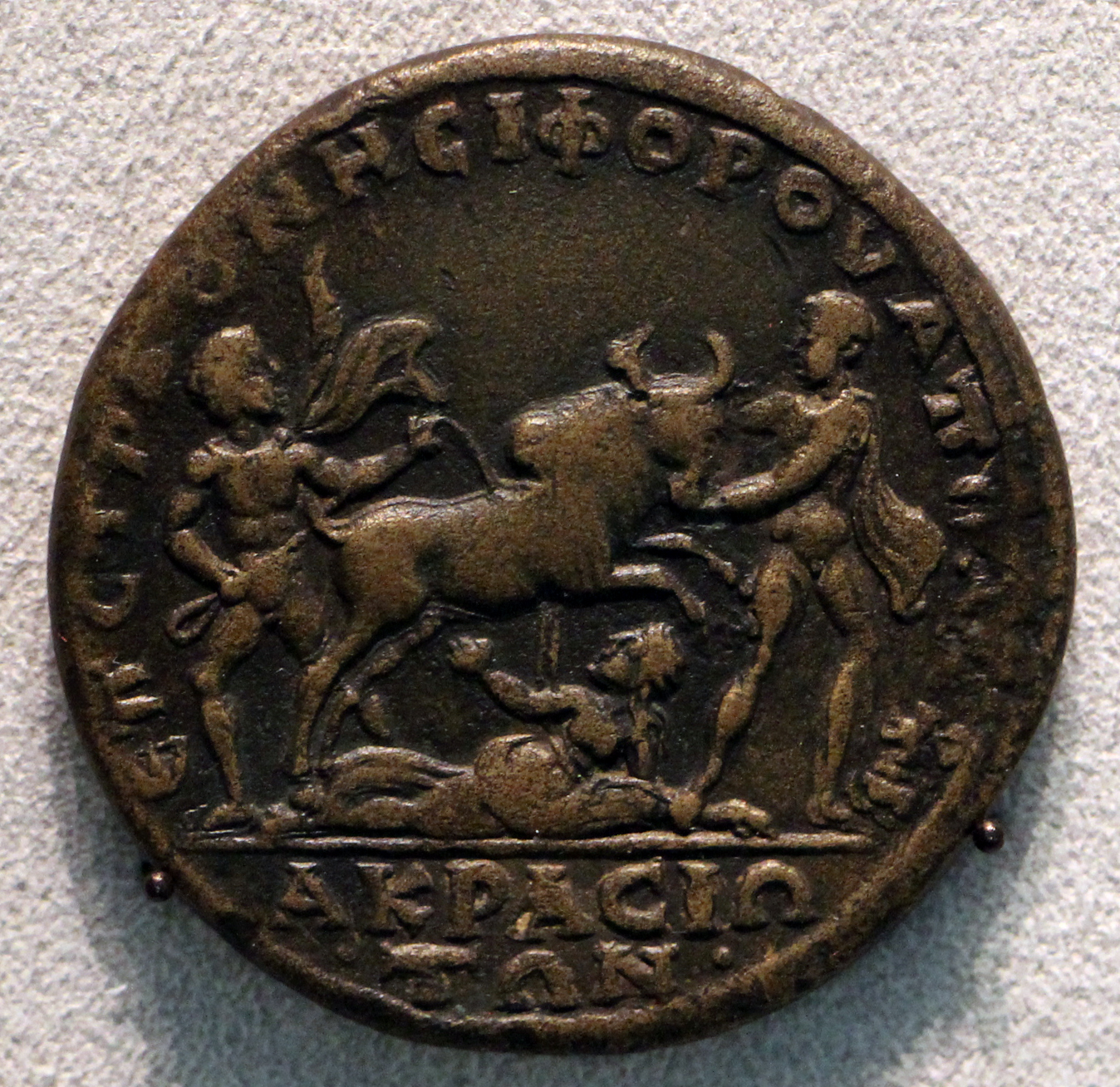
La morte di Dirce in un'antica moneta di Agrigento

Si tratta di un nome di tradizione classica, portato nella mitologia greca da Dirce, regina consorte di Tebe, un personaggio non particolarmente positivo e dal destino terribile: maltrattò Antiope, e venne per questo uccisa dai figli di lei, e quindi trasformata da Dioniso in una fonte. Il suo nome, tramite il latino Dirce, risale al greco antico Δίρκη (Dirke), dall'etimologia incerta; secondo alcune fonti potrebbe essere composto da δῐ́ς (dís, "due", "due volte", "in due") e ῥήγνυμι (rhḗgnūmi, "strappare", "spezzare"), con un significato chiaramente riconducibile al supplizio a cui la donna venne sottoposta; altre interpretazioni lo riconducono invece a dirkos, "pigna".
Secondo dati pubblicati negli anni 1970, del nome si contavano in Italia circa novemila occorrenze, distribuite prevalentemente al Nord e al Centro e con più alta compattezza in Lombardia.

## Onomastico
Il nome è adespota, ossia non esistono sante che lo portano, quindi l'onomastico può essere festeggiato il 1º novembre, in occasione di Ognissanti.

## Persone
- Dirce Bellini, vero nome di Dina Perbellini, attrice, doppiatrice e docente italiana
- Dirce Funari, attrice italiana